# Обикновено чудо
„Обикновено чудо“ (рус. Обыкновенное чудо) е съветски двусериен музикален телевизионен филм от 1978 г., режисиран от Марк Захаров. Това е втората адаптация на едноименната пиеса (1954) от Евгений Шварц, първата е заснета през 1964 г. от Ераст Гарин. Телевизионната премиера по Централната телевизия на СССР се състои на 1 януари 1979 г.

## Сюжет
Главният герой на филма, Магьосникът (Олег Янковски), за да забавлява себе си и съпругата си (Ирина Купченко), измисля приказки, чиито герои оживяват и започват да живеят собствения си живот.
Преди много години Магьосникът измислил „басня наобратно“ – той превърнал мечка в младо момче и решил, че ще се превърне отново в мечка, когато една принцеса се влюби в него и го целуне. Младият мъж среща красиво момиче (Евгения Симонова) в къщата на магьосника и се влюбва в нея. За негов ужас тя се оказа принцеса – магьосникът направил така, че крал (Евгений Леонов), който минавал покрай имението на магьосника с дъщеря си и антуража си, се отбил там. Когато принцесата иска да го целуне, младежът се изплашва и избягва, за да не се превърне в звяр пред очите ѝ. Принцесата решава да го намери. Ще бъде ли любовта по-силна от магията?

## Създатели
- Режисьор и сценарист: Марк Захаров
- Оператор: Николай Немоляев
- Декори и костюми: Людмила Кусакова
- Композитор: Генадий Гладков
- Текст: Юлий Ким (под псевдонима Й. Михайлов)
- Звукоинженер: Юрий Рабинович
- Държавен симфоничен оркестър по кинематография, ансамбъл „Мелодия“ (художествен ръководител – Георги Гаранян)
- Диригент: Константин Кримец
- Музикален редактор: Мина Бланк
- Хореограф: Леонид Таубе

## В ролите
- Александър Абдулов е млад мъж, мечка
- Евгения Симонова е принцеса
- Ирина Купченко е домакиня, съпругата на магьосника
- Олег Янковски – водещ (Магьосник)
- Евгений Леонов – крал
- Андрей Миронов – министър-администратор
- Катерина Василиева – Емилия (вокали – Лариса Долина)
- Юрий Соломин – Емил, калайджията (вокали – Леонид Серебренников)
- Ервант Арзуманян – министър-председател
- Всеволод Ларионов – Ловец
- Нина Пушкова – Аманда, прислужница
- Валентина Войлкова – Оринтия, фрейлина
- Андрей Леонов е ученик на Мисливец
- Владимир Долински – кат

## Саундтрак
| Превод на името                             | Оригинално заглавие         | Певец                                |
| ------------------------------------------- | --------------------------- | ------------------------------------ |
| Песента На Магьосника                       | «Песенка Волшебника»        | Леонид Серебренников                 |
| Хор на прислужниците на Емилия              | «Хор фрейлин Эмилии»        | Елена Чарквиани                      |
| Администраторски куплети                    | «Куплеты Администратора»    | Андрей Миронов                       |
| Дует на Емилия и ханджия                    | «Дуэт Эмилии и Трактирщика» | Лариса Долина & Леонид Серебренников |
| Администраторска балада                     | «Баллада Администратора»    | Андрей Миронов                       |
| Прощална песен                              | «Прощальная песня»          | Андрей Миронов & хор                 |
| Песента на ловеца (не е включена във филма) | «Песня охотника»            | Михаил Боярски                       |

Пълният саундтрак е публикуван през 2022 година.